# آیوئلا

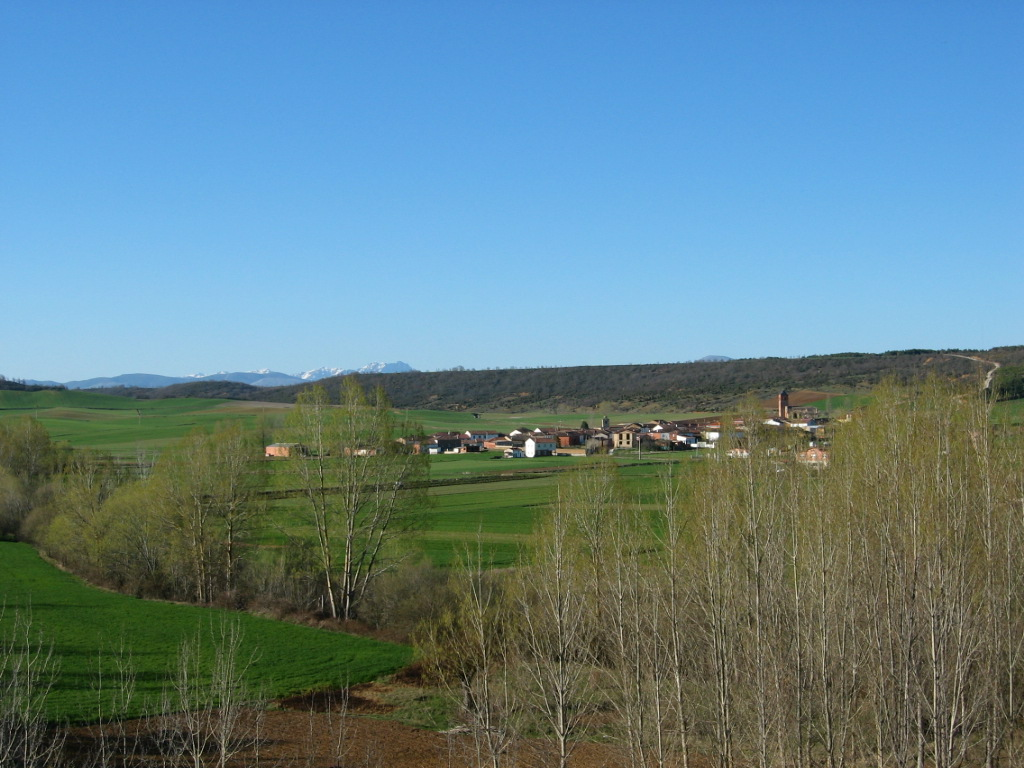
نمایی از آیوئلا

آیوئلا (به اسپانیایی: Ayuela) یک شهرستان در اسپانیا است که در استان پالنسیا واقع شده‌است.

## خصوصیات
آیوئلا ۱۹ کیلومترمربع مساحت و ۶۹ نفر جمعیت دارد.